# Lozuvatka, Novoukraiinka
Lozuvatka (în ucraineană Лозуватка) este un sat în comuna Rivne din raionul Novoukraiinka, regiunea Kirovohrad, Ucraina.

## Demografie
Componența lingvistică a localității Lozuvatka
     Ucraineană (95,4%)
     Rusă (2,3%)
     Română (2,3%)
Conform recensământului din 2001, majoritatea populației localității Lozuvatka era vorbitoare de ucraineană (95,4%), existând în minoritate și vorbitori de rusă (2,3%) și română (2,3%).